# Flugplatz Wilsche

i7
i11
i13
Der Flugplatz Wilsche (ICAO-Code: EDVQ) ist ein Sonderlandeplatz im Gifhorner Stadtteil Wilsche. Er ist für Flugzeuge mit einem Höchstabfluggewicht von bis zu zwei Tonnen, selbststartende Motorsegler, Segelflugzeuge und Ultraleichtflugzeuge zugelassen und dient überwiegend dem Segelflug. Flugplatzhalter ist der Luftsport-Verein Gifhorn e. V.